# Feuchttuch

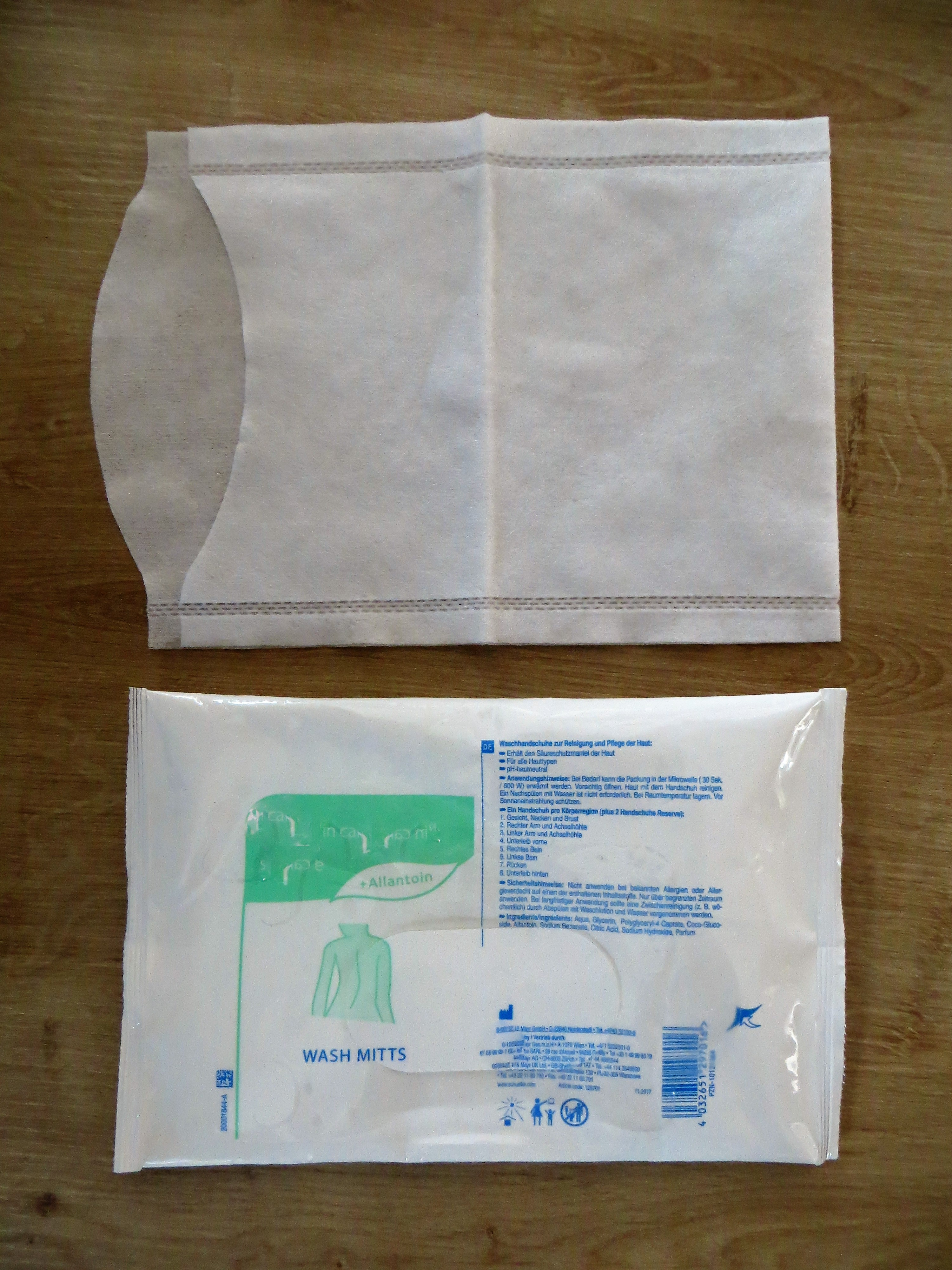
Feuchter Waschhandschuh mit Verpackung

Feuchttücher sind mit Flüssigkeit getränkte und in Folie oder Spenderdosen verpackte Vliesstofflappen zur Einmalverwendung. Dazu zählen Produkte zur Hautreinigung, Putztücher (beispielsweise für Möbelpflege, Glas- und Brillenreinigung), Desinfektionstücher und Erfrischungstücher.
Das erste Feuchttuch, „The Wet Nap“ (das nasse Tuch), wurde 1958 erfunden. Es war als einfach zu benutzender Artikel für unterwegs gedacht.
Problematisch sind Feuchttücher im Abwasser, da sie aufgrund ihrer Bestandteile wie Polyester, Polypropylen, Viskose, Zellstoff oder Baumwolle nicht wie Toilettenpapier zerfallen. Bei Regen werden, bei Kanalisationen im Mischsystem, Abwässer zusammen mit Feststoffen direkt in die Gewässer entlastet, wobei auch die aus Kunststoff-Fasern bestehenden Produkte in die Bäche, Flüsse und Meere gelangen.
Zusätzlich entstehen mechanische Probleme im Transport des Abwassers. Die Feuchttücher können z. B. mit anderen Bestandteilen sogenannte Fettberge oder reißfeste Zöpfe bilden, die Anlageteile von Kanalisation und Kläranlagen verstopfen, und meist per Handarbeit entfernt werden müssen.
Daher sollten die Tücher nur über den Hausmüll entsorgt werden.

## Körperpflege

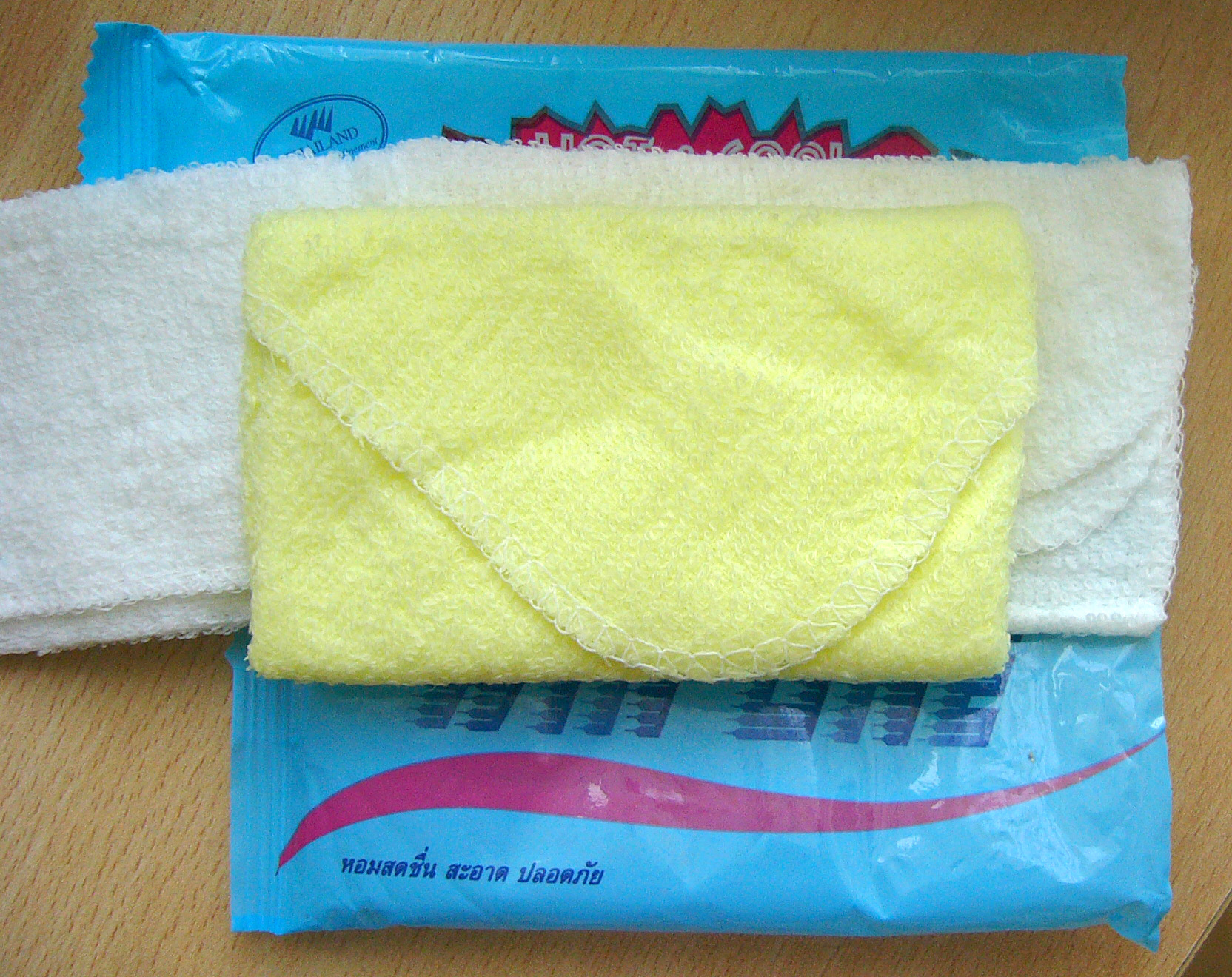
Feuchttücher für die Haut

Hautreinigungs-, Hygiene- oder Babypflegetücher beziehungsweise feuchte Toilettenpapiertücher sind mit Reinigungslotion getränkt, die meist aus Wasser und Tensiden besteht, aber neben Ölen, Emulgatoren und pflanzlichen Wirkstoffen auch Konservierungsmittel enthalten, die das Produkt vor Schimmel schützen. Diese Feuchttücher werden für die Körperpflege verwendet, insbesondere unterwegs (z. B. auf Reisen). Sie sind meist in einer wiederverschließbaren Großpackung oder einzeln flüssigkeitsdicht verpackt und können nach der Anwendung im Hausmüll entsorgt werden.
Der Vorteil von feuchtem Toilettenpapier oder Babypflegetüchern besteht in der einfacheren und schonenderen Reinigung der Haut; durch diese können, im Gegensatz zum im Vergleich raueren trockenen Toilettenpapier, Hautreizungen im sensiblen Analbereich vermieden werden. Dazu dürfen diese Tücher selbst jedoch keine hautreizenden oder allergieauslösenden Zusatzstoffe enthalten.
In einigen Kliniken werden pflegebedürftige Patienten mit Feuchttüchern statt mit Wasser und Waschlappen gewaschen: Eine Packung enthält die für eine Ganzkörperwaschung erforderliche Anzahl Tücher, die vor der Anwendung in der Mikrowelle erwärmt werden. Diese Art der Hautreinigung ist nur für einen begrenzten Zeitraum geeignet.
Speziell präparierte Tücher werden bei der MRSA-Sanierung eingesetzt.

## Desinfektionstücher
Im Handel sind mit alkoholischer Lösung getränkte Desinfektionstücher zur Haut- oder Flächendesinfektion erhältlich; manche in Spenderdosen, die mit Nachfüllpackungen wiederbestückt werden können. Kleine, einzeln verpackte Alkoholtupfer werden zur Hautdesinfektion verwendet, beispielsweise vor einer Injektion. Außerdem gibt es Vliestuchrollen, die in Eimern mit selbst hergestellter oder aus Dosierautomaten entnommener Flächendesinfektionslösung eingelegt werden; über eine spezielle Deckelöffnung können die vollgesogenen Tücher einzeln entnommen werden.